# Ski de fond aux Jeux olympiques de 2018 – Sprint hommes
Navigation
Sotchi 2014 Pékin 2022
L'épreuve masculine de sprint du ski de fond aux Jeux olympiques de 2018 a eu lieu le 13 février 2018 au centre de biathlon et de ski de fond d'Alpensia.

## Médaillés
| Or                               | Argent                       | Bronze                             |
| Johannes Høsflot Klæbo (Norvège) | Federico Pellegrino (Italie) | Aleksandr Bolshunov (Russie (OAR)) |

## Résultats

### Qualifications
| Rang | Dossard | Athlète                  | Nationalité        | Temps         | Retard          | Note |
| ---- | ------- | ------------------------ | ------------------ | ------------- | --------------- | ---- |
| 1    | 9       | Ristomatti Hakola        | Finlande           | 3 min 08 s 54 | —               | Q    |
| 2    | 19      | Johannes Høsflot Klæbo   | Norvège            | 3 min 08 s 73 | + 0 s 19        | Q    |
| 3    | 5       | Aleksandr Bolshunov      | Russie (OAR)       | 3 min 10 s 20 | + 1 s 66        | Q    |
| 4    | 27      | Maicol Rastelli          | Italie             | 3 min 11 s 32 | + 2 s 78        | Q    |
| 5    | 12      | Teodor Peterson          | Suède              | 3 min 11 s 55 | + 3 s 01        | Q    |
| 6    | 22      | Aleksandr Panzhinskiy    | Russie (OAR)       | 3 min 11 s 63 | + 3 s 09        | Q    |
| 7    | 13      | Oskar Svensson           | Suède              | 3 min 12 s 02 | + 3 s 48        | Q    |
| 8    | 30      | Viktor Thorn             | Suède              | 3 min 12 s 19 | + 3 s 65        | Q    |
| 9    | 16      | Federico Pellegrino      | Italie             | 3 min 13 s 18 | + 4 s 64        | Q    |
| 10   | 1       | Calle Halfvarsson        | Suède              | 3 min 13 s 27 | + 4 s 73        | Q    |
| 11   | 17      | Pål Golberg              | Norvège            | 3 min 13 s 71 | + 5 s 17        | Q    |
| 12   | 8       | Emil Iversen             | Norvège            | 3 min 14 s 36 | + 5 s 82        | Q    |
| 13   | 24      | Aleksey Poltaranin       | Kazakhstan         | 3 min 14 s 43 | + 5 s 89        | Q    |
| 14   | 25      | Alexey Vitsenko          | Russie (OAR)       | 3 min 14 s 56 | + 6 s 02        | Q    |
| 15   | 32      | Marko Kilp               | Estonie            | 3 min 15 s 05 | + 6 s 51        | Q    |
| 16   | 31      | Sebastian Eisenlauer     | Allemagne          | 3 min 15 s 06 | + 6 s 52        | Q    |
| 17   | 11      | Jovian Hediger           | Suisse             | 3 min 15 s 86 | + 7 s 32        | Q    |
| 18   | 7       | Eirik Brandsdal          | Norvège            | 3 min 15 s 95 | + 7 s 41        | Q    |
| 19   | 2       | Simeon Hamilton          | États-Unis         | 3 min 16 s 13 | + 7 s 59        | Q    |
| 20   | 4       | Baptiste Gros            | France             | 3 min 16 s 27 | + 7 s 73        | Q    |
| 21   | 10      | Iivo Niskanen            | Finlande           | 3 min 16 s 37 | + 7 s 83        | Q    |
| 22   | 45      | Thomas Bing              | Allemagne          | 3 min 16 s 66 | + 8 s 12        | Q    |
| 23   | 14      | Lauri Vuorinen           | Finlande           | 3 min 16 s 69 | + 8 s 15        | Q    |
| 24   | 6       | Martti Jylhä             | Finlande           | 3 min 16 s 79 | + 8 s 25        | Q    |
| 25   | 51      | Peter Mlynár             | Slovaquie          | 3 min 16 s 82 | + 8 s 28        | Q    |
| 26   | 39      | Len Valjas               | Canada             | 3 min 17 s 11 | + 8 s 57        | Q    |
| 27   | 41      | Aliaksandr Voranau       | Biélorussie        | 3 min 17 s 12 | + 8 s 58        | Q    |
| 28   | 53      | Kamil Bury               | Pologne            | 3 min 17 s 15 | + 8 s 61        | Q    |
| 29   | 3       | Richard Jouve            | France             | 3 min 17 s 69 | + 9 s 15        | Q    |
| 30   | 34      | Erik Bjornsen            | États-Unis         | 3 min 17 s 69 | + 9 s 15        | Q    |
| 31   | 33      | Raido Rankel             | Estonie            | 3 min 17 s 88 | + 9 s 34        |      |
| 32   | 15      | Alex Harvey              | Canada             | 3 min 17 s 95 | + 9 s 41        |      |
| 32   | 29      | Miha Simenc              | Slovénie           | 3 min 17 s 95 | + 9 s 41        |      |
| 34   | 20      | Lucas Chanavat           | France             | 3 min 18 s 46 | + 9 s 92        |      |
| 35   | 23      | Dominik Baldauf          | Autriche           | 3 min 18 s 54 | + 10 s 00       |      |
| 35   | 52      | Jesse Cockney            | Canada             | 3 min 18 s 54 | + 10 s 00       |      |
| 37   | 21      | Andrew Newell            | États-Unis         | 3 min 19 s 36 | + 10 s 82       |      |
| 38   | 26      | Maciej Staręga           | Pologne            | 3 min 19 s 42 | + 10 s 88       |      |
| 39   | 60      | Ueli Schnider            | Suisse             | 3 min 19 s 47 | + 10 s 93       |      |
| 40   | 50      | Mirco Bertolina          | Italie             | 3 min 20 s 07 | + 11 s 53       |      |
| 41   | 38      | Stefan Zelger            | Italie             | 3 min 20 s 18 | + 11 s 64       |      |
| 42   | 44      | Logan Hanneman           | États-Unis         | 3 min 20 s 74 | + 12 s 20       |      |
| 43   | 58      | Aleš Razým               | République tchèque | 3 min 21 s 05 | + 12 s 51       |      |
| 44   | 47      | Modestas Vaiciulis       | Lituanie           | 3 min 21 s 10 | + 12 s 56       |      |
| 45   | 18      | Andrew Young             | Grande-Bretagne    | 3 min 21 s 50 | + 12 s 96       |      |
| 46   | 28      | Janez Lampic             | Slovénie           | 3 min 22 s 03 | + 13 s 49       |      |
| 47   | 59      | Alin Florin Cioanca      | Roumanie           | 3 min 22 s 22 | + 13 s 68       |      |
| 48   | 37      | Andrey Melnichenko       | Russie (OAR)       | 3 min 22 s 27 | + 13 s 73       |      |
| 49   | 56      | Kim Magnus               | Corée du Sud       | 3 min 22 s 36 | + 13 s 82       |      |
| 50   | 35      | Erwan Kaeser             | Suisse             | 3 min 22 s 48 | + 13 s 94       |      |
| 51   | 43      | Denis Volotka            | Kazakhstan         | 3 min 22 s 52 | + 13 s 98       |      |
| 52   | 49      | Karel Tammjärv           | Estonie            | 3 min 22 s 68 | + 14 s 14       |      |
| 53   | 36      | Luis Stadlober           | Autriche           | 3 min 23 s 01 | + 14 s 47       |      |
| 54   | 46      | Russell Kennedy          | Canada             | 3 min 23 s 37 | + 14 s 83       |      |
| 55   | 71      | Isak Stianson Pedersen   | Islande            | 3 min 24 s 57 | + 16 s 03       |      |
| 56   | 62      | Andrej Segec             | Slovaquie          | 3 min 24 s 84 | + 16 s 30       |      |
| 57   | 63      | Mark Chanloung           | Thaïlande          | 3 min 26 s 12 | + 17 s 58       |      |
| 58   | 55      | Miroslav Rypl            | République tchèque | 3 min 27 s 46 | + 18 s 92       |      |
| 59   | 68      | Veselin Tsinzov          | Bulgarie           | 3 min 28 s 19 | + 19 s 65       |      |
| 60   | 40      | Michal Novak             | République tchèque | 3 min 28 s 33 | + 19 s 79       |      |
| 61   | 61      | Miroslav Sulek           | Slovaquie          | 3 min 28 s 74 | + 20 s 20       |      |
| 62   | 70      | Thomas Maloney Westgaard | Irlande            | 3 min 29 s 61 | + 21 s 07       |      |
| 63   | 57      | Indulis Bikse            | Lettonie           | 3 min 30 s 53 | + 21 s 99       |      |
| 64   | 67      | Mantas Strolia           | Lituanie           | 3 min 31 s 11 | + 22 s 57       |      |
| 65   | 42      | Phillip Bellingham       | Australie          | 3 min 31 s 54 | + 23 s 00       |      |
| 66   | 54      | Wang Qiang               | Chine              | 3 min 31 s 56 | + 23 s 02       |      |
| 67   | 65      | Adam Konya               | Hongrie            | 3 min 31 s 84 | + 23 s 30       |      |
| 68   | 75      | Yordan Chuchuganov       | Bulgarie           | 3 min 32 s 62 | + 24 s 08       |      |
| 69   | 66      | Edi Dadic                | Croatie            | 3 min 33 s 17 | + 24 s 63       |      |
| 70   | 48      | Oleksii Krasovskyi       | Ukraine            | 3 min 33 s 40 | + 24 s 86       |      |
| 71   | 73      | Hamza Dursun             | Turquie            | 3 min 36 s 53 | + 27 s 99       |      |
| 72   | 74      | Mikayel Mikayelyan       | Arménie            | 3 min 37 s 40 | + 28 s 86       |      |
| 73   | 69      | Andrii Orlyk             | Ukraine            | 3 min 39 s 18 | + 30 s 64       |      |
| 74   | 80      | Apóstolos Angelís        | Grèce              | 3 min 47 s 10 | + 38 s 56       |      |
| 75   | 72      | Damir Rastic             | Serbie             | 3 min 50 s 65 | + 42 s 11       |      |
| 76   | 78      | Seyed Sattar Seyd        | Iran               | 3 min 56 s 08 | + 47 s 54       |      |
| 77   | 77      | Omer Aycicek             | Turquie            | 3 min 57 s 91 | + 49 s 37       |      |
| 78   | 76      | Tariel Zharkymbaev       | Kirghizistan       | 4 min 05 s 99 | + 57 s 45       |      |
| 79   | 79      | Stavre Jada              | Macédoine          | 4 min 23 s 85 | + 1 min 15 s 31 |      |
| —    | 64      | Sun Qinghai              | Chine              | DSQ           |                 |      |

### Quarts de finale

#### Quart de finale 1
| Rang | Dossard | Athlète                | Nationalité | Temps         | Retard   | Note |
| ---- | ------- | ---------------------- | ----------- | ------------- | -------- | ---- |
| 1    | 2       | Johannes Høsflot Klæbo | Norvège     | 3 min 11 s 09 | —        | Q    |
| 2    | 5       | Teodor Peterson        | Suède       | 3 min 12 s 23 | + 1 s 14 | Q    |
| 3    | 29      | Richard Jouve          | France      | 3 min 12 s 40 | + 1 s 31 |      |
| 4    | 13      | Aleksey Poltaranin     | Kazakhstan  | 3 min 12 s 60 | + 1 s 51 |      |
| 5    | 30      | Erik Bjornsen          | États-Unis  | 3 min 12 s 72 | + 1 s 63 |      |
| 6    | 4       | Maicol Rastelli        | Italie      | 3 min 14 s 38 | + 3 s 29 |      |

#### Quart de finale 2
| Rang | Dossard | Athlète             | Nationalité | Temps         | Retard    | Note |
| ---- | ------- | ------------------- | ----------- | ------------- | --------- | ---- |
| 1    | 9       | Federico Pellegrino | Italie      | 3 min 10 s 55 | —         | Q    |
| 2    | 11      | Pål Golberg         | Norvège     | 3 min 11 s 07 | + 0 s 52  | Q    |
| 3    | 10      | Calle Halfvarsson   | Suède       | 3 min 11 s 95 | + 1 s 40  |      |
| 4    | 15      | Marko Kilp          | Estonie     | 3 min 12 s 00 | + 1 s 45  |      |
| 5    | 18      | Eirik Brandsdal     | Norvège     | 3 min 18 s 25 | + 7 s 70  |      |
| 6    | 28      | Kamil Bury          | Pologne     | 3 min 25 s 79 | + 15 s 24 |      |

#### Quart de finale 3
| Rang | Dossard | Athlète             | Nationalité  | Temps         | Retard   | Note |
| ---- | ------- | ------------------- | ------------ | ------------- | -------- | ---- |
| 1    | 3       | Alexander Bolshunov | Russie (OAR) | 3 min 08 s 45 | —        | Q    |
| 2    | 1       | Ristomatti Hakola   | Finlande     | 3 min 09 s 41 | + 0 s 96 | Q    |
| 3    | 21      | Iivo Niskanen       | Finlande     | 3 min 12 s 20 | + 3 s 75 |      |
| 4    | 17      | Jovian Hediger      | Suisse       | 3 min 14 s 25 | + 5 s 80 |      |
| 5    | 27      | Aliaksandr Voranau  | Biélorussie  | 3 min 14 s 95 | + 6 s 50 |      |
| 6    | 8       | Viktor Thorn        | Suède        | 3 min 17 s 33 | + 8 s 88 |      |

#### Quart de finale 4
| Rang | Dossard | Athlète               | Nationalité  | Temps         | Retard   | Note |
| ---- | ------- | --------------------- | ------------ | ------------- | -------- | ---- |
| 1    | 7       | Oskar Svensson        | Suède        | 3 min 08 s 77 | —        | Q    |
| 2    | 12      | Emil Iversen          | Norvège      | 3 min 10 s 21 | + 1 s 44 | Q    |
| 3    | 26      | Len Valjas            | Canada       | 3 min 10 s 87 | + 2 s 10 | q    |
| 4    | 6       | Aleksandr Panzhinskiy | Russie (OAR) | 3 min 11 s 15 | + 2 s 38 | q    |
| 5    | 25      | Peter Mlynár          | Slovaquie    | 3 min 15 s 77 | + 7 s 00 |      |
| 6    | 16      | Sebastian Eisenlauer  | Allemagne    | 3 min 16 s 22 | + 7 s 45 |      |

#### Quart de finale 5
| Rang | Dossard | Athlète         | Nationalité  | Temps         | Retard    | Note |
| ---- | ------- | --------------- | ------------ | ------------- | --------- | ---- |
| 1    | 24      | Martti Jylhä    | Finlande     | 3 min 17 s 46 | —         | Q    |
| 2    | 20      | Baptiste Gros   | France       | 3 min 18 s 62 | + 1 s 16  | Q    |
| 3    | 22      | Thomas Bing     | Allemagne    | 3 min 18 s 64 | + 1 s 18  |      |
| 4    | 19      | Simeon Hamilton | États-Unis   | 3 min 27 s 89 | + 10 s 43 |      |
| 5    | 14      | Alexey Vitsenko | Russie (OAR) | 3 min 30 s 72 | + 13 s 26 |      |
| 6    | 23      | Lauri Vuorinen  | Finlande     | 3 min 33 s 13 | + 15 s 67 |      |

### Demi-finales

#### Demi-finale 1
| Rang | Dossard | Athlète                | Nationalité  | Temps         | Retard    | Note |
| ---- | ------- | ---------------------- | ------------ | ------------- | --------- | ---- |
| 1    | 2       | Johannes Høsflot Klæbo | Norvège      | 3 min 06 s 01 | —         | Q    |
| 2    | 9       | Federico Pellegrino    | Italie       | 3 min 06 s 17 | + 0 s 16  | Q    |
| 3    | 3       | Alexander Bolshunov    | Russie (OAR) | 3 min 06 s 63 | + 0 s 62  | q    |
| 4    | 11      | Pål Golberg            | Norvège      | 3 min 07 s 24 | + 1 s 23  | q    |
| 5    | 5       | Teodor Peterson        | Suède        | 3 min 11 s 02 | + 5 s 01  |      |
| 6    | 6       | Aleksandr Panzhinskiy  | Russie (OAR) | 3 min 19 s 05 | + 13 s 04 |      |

#### Demi-finale 2
| Rang | Dossard | Athlète           | Nationalité | Temps         | Retard    | Note |
| ---- | ------- | ----------------- | ----------- | ------------- | --------- | ---- |
| 1    | 1       | Ristomatti Hakola | Finlande    | 3 min 09 s 93 | —         | Q    |
| 2    | 7       | Oskar Svensson    | Suède       | 3 min 10 s 61 | + 0 s 68  | Q    |
| 3    | 26      | Len Valjas        | Canada      | 3 min 13 s 91 | + 3 s 98  |      |
| 4    | 12      | Emil Iversen      | Norvège     | 3 min 14 s 09 | + 4 s 16  |      |
| 5    | 24      | Martti Jylhä      | Finlande    | 3 min 14 s 93 | + 5 s 00  |      |
| 6    | 20      | Baptiste Gros     | France      | 3 min 27 s 44 | + 17 s 51 |      |

### Finale
| Rang                                | Dossard | Athlète                | Nationalité  | Temps         | Retard    | Note |
| ----------------------------------- | ------- | ---------------------- | ------------ | ------------- | --------- | ---- |
| Médaille d'or, Jeux olympiques      | 2       | Johannes Høsflot Klæbo | Norvège      | 3 min 05 s 75 | —         |      |
| Médaille d'argent, Jeux olympiques  | 9       | Federico Pellegrino    | Italie       | 3 min 07 s 09 | + 1 s 34  |      |
| Médaille de bronze, Jeux olympiques | 3       | Aleksandr Bolshunov    | Russie (OAR) | 3 min 07 s 11 | + 1 s 36  |      |
| 4                                   | 11      | Pål Golberg            | Norvège      | 3 min 09 s 56 | + 3 s 81  |      |
| 5                                   | 7       | Oskar Svensson         | Suède        | 3 min 13 s 48 | + 7 s 73  |      |
| 6                                   | 1       | Ristomatti Hakola      | Finlande     | 3 min 26 s 47 | + 20 s 72 |      |